# La ira de Dios
La ira de Dios è un film del 2022 diretto da Sebastián Schindel e tratto dal romanzo La lenta fine di Luciana B. di Guillermo Martínez, pubblicato nel 2007.

## Trama
Luciana è coinvolta in una serie di tragiche morti che riguardano la sua famiglia. Mentre comincia a sospettare che il suo capo possa essere coinvolto, Luciana dovrà cercare di tenere in vita l'ultima persona rimasta in vita della famiglia, la sorella Valentina.

## Distribuzione
Il film è stato distribuito sulla piattaforma Netflix a partire dal 15 giugno 2022.